# Jean-Pierre Bucolo
 (avril 2023).
Si vous disposez d'ouvrages ou d'articles de référence ou si vous connaissez des sites web de qualité traitant du thème abordé ici, merci de compléter l'article en donnant les références utiles à sa vérifiabilité et en les liant à la section « Notes et références ».
Jean-Pierre Bucolo dit « Titi » est un guitariste et compositeur français ayant travaillé notamment avec Francis Cabrel, Étienne Roda-Gil et Johnny Hallyday.
Il est également un des très proches collaborateurs du chanteur Renaud avec lequel il travaille depuis la sortie de Mistral gagnant en 1985 et pour lequel il compose la plupart des musiques de l'album Boucan d'enfer (2002) dont Manhattan-Kaboul. La chanson est élue « Chanson originale de l'année » aux Victoires de la musique 2003 et « Chanson francophone de l'année » aux NRJ Music Awards 2003.
C'est lui qui inspire à Renaud les paroles du titre La mère à Titi paru sur l'album Putain de camion (1988)

## Biographie
Né le 14 juin 1954, fils d'immigrés italiens, luthiers rue Keller dans le 11e arrondissement de Paris, Jean-Pierre Bucolo évolue très tôt dans la musique et sa carrière débute dans les années 1970 avec le groupe Blue Vamp dont il en sort un disque. Dans les années 1980, il travaille avec Didier Barbelivien et sort son premier album éponyme. Ensuite, il collabore avec de nombreux artistes français dont Francis Cabrel, Étienne Roda-Gil, Enzo Enzo et Johnny Hallyday.
En 1985, il joue et compose certaines musiques sur le disque de Renaud « Mistral gagnant ».
En 1991 sort son deuxième album « Château de cartes », avec notamment une chanson de Renaud, intitulée La vie en Bleu. À cette époque, il réalise également les arrangements sur différents disques de Johnny Hallyday ou Francis Cabrel.
Puis, « Titi » Bucolo et Renaud travaillent à nouveau ensemble pour l'album Marchand de cailloux de ce dernier.
En 1995, sort « Paradisio », son dernier album solo.
Entre 1999 et 2001, Jean-Pierre Bucolo suit Renaud sur une tournée de près de 200 dates : Une guitare, un piano et Renaud. À leur retour, accompagnés d'Alain Lanty, les deux amis se réunissent pour l'écriture de « Boucan d'enfer », un album pour Renaud, sorti en mai 2002. S'ensuit la Tournée d'enfer, pour laquelle Jean-Pierre Bucolo est guitariste, arrangeur et chef d'orchestre.
En 2006, il a signé plusieurs musiques de l'album Rouge Sang de Renaud, puis en 2007, il a accompagné Renaud dans la Tournée Rouge Sang.
En 2010, il co-produit et joue sur l'album Sixteen Times de June & Lula.
Le 24 novembre 2014, lui est décerné le Grand Prix de la SACEM, catégorie Grand Prix de la chanson française, créateur-interprète, lors d'une cérémonie qui eut lieu à l'Olympia à Paris.

## Vie privée
- Jean-Pierre Bucolo est marié depuis 1988 à Ann de Larminat.